# État du Nil Bleu
Pour les articles homonymes, voir Nil Bleu (homonymie).
Le Nil Bleu (en arabe : النيل الأزرق, al-nyl al-ʾzrq, « An Nil al Azraq ») est un État du Soudan. Sa capitale est Ad-Damazin.
Depuis 2012, cet État est le théâtre d'une rébellion armée. Fin 2023, plus de la moitié du Nil Bleu échappe encore au contrôle du gouvernement fédéral soudanais (en) au profit d'une faction du MPLS-N dirigée par Abdelaziz al-Hilu (en).

## Nom
En arabe, le nom de l'État est النيل الأزرق (« An Nil al Azraq », translittéré en al-nyl al-ʾzrq). Il fait référence au Nil Bleu, qui le traverse.
Entre 1991 et 1994, l'État s'est nommé Al Wustá.

## Géographie

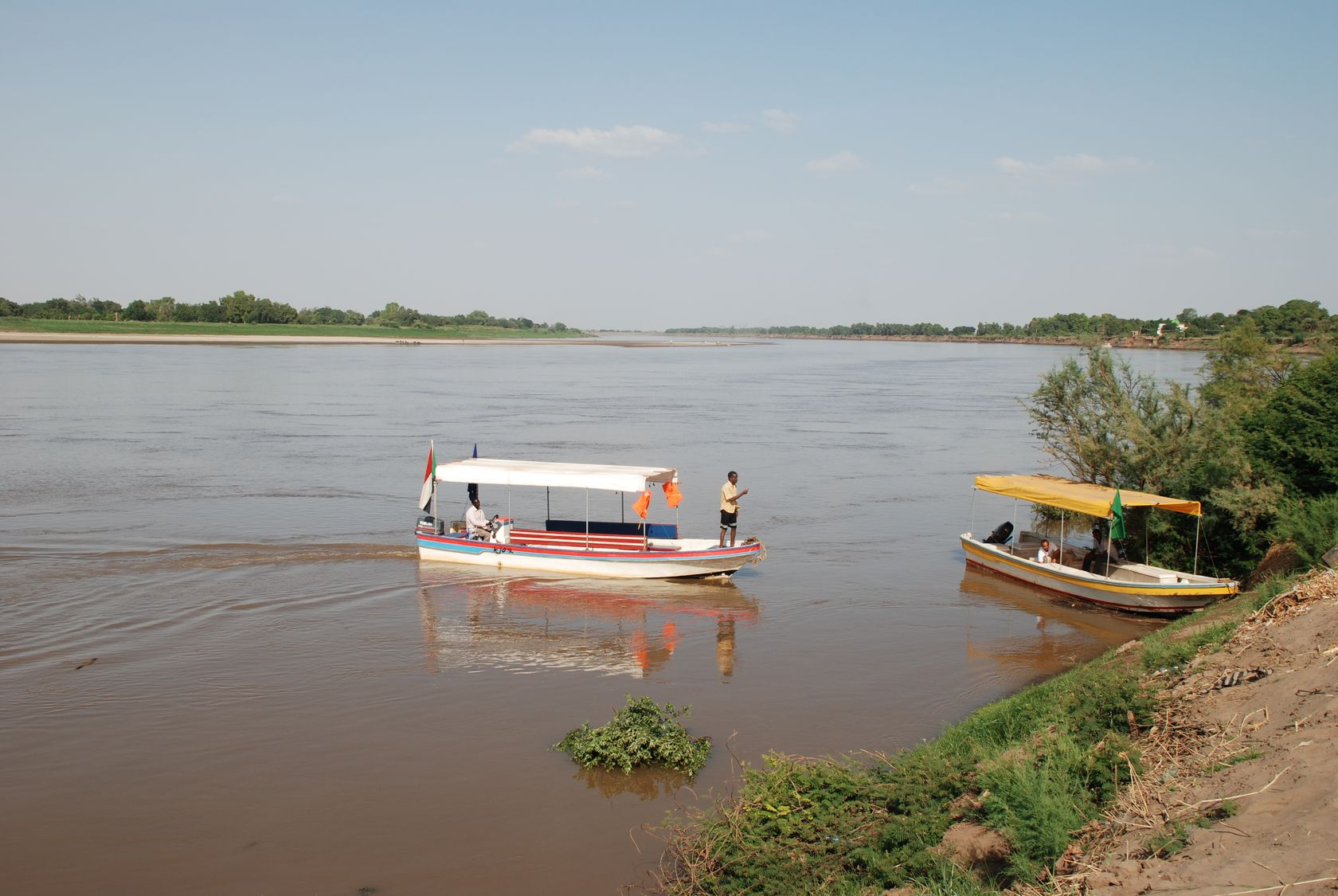
Le Nil Bleu près de Wad Madani dans l'État d'Al-Jazirah.

Le Nil Bleu est un État de l'est du Soudan. Il est bordé sur sa partie est par la frontière avec l'Éthiopie. Au nord, il est limitrophe de l'État de Sannar ; à l'ouest et au sud-ouest par celui du Nil Supérieur. Avec une superficie de 45 844 km2, le Nil Bleu est le 15e plus grand État du Soudan, sur 25.
En 2006, la population du Nil Bleu est estimée à 1 193 293 d'habitants, le 13e État le plus peuplé et le 7e plus dense avec 26,0 hab./km2. La capitale du Nil Bleu est située à Ad-Damazin. Outre cette ville, l'État compte cinq autres localités : Baw, Geissan, Kurmuk, Roseires et Tadamon. La région héberge une quarantaine de groupes ethniques. la population serait majoritairement animiste, avec une forte proportion de musulmans (35 %), et une minorité chrétienne. 

## Autodétermination
En 2005, les accords de Naivasha sont signés entre l'Mouvement populaire de libération du Soudan et le gouvernement du Soudan, afin de mettre fin à la seconde guerre civile soudanaise. À la suite de cet accord, le Soudan du Sud organise un référendum d'autodétermination début 2011.
Les accords prévoient également d'organiser des « consultations populaires » dans les États contestés du Nil Bleu et du Kordofan du Sud, situés à la limite du Soudan du Sud. Ils ne précisent pas cependant les modalités de ces consultations.

## Économie
L'économie de l'État est basée sur l'agriculture et l'élevage ; l'exploitation minière est en essor.
Le Nil Bleu héberge le barrage de Roseires, la principale source d'énergie hydroélectrique du Soudan.